# Tossal de Finestres
El Tossal de Finestres és una muntanya de 1.038 metres que es troba al municipi de Cabó, a la comarca de l'Alt Urgell.